# Grana, Piemonte
Grana är en ort och kommun i provinsen Asti i regionen Piemonte i Italien. Kommunen hade 595 invånare (2018).